# Cuerpo social
Cuerpo social se refiere al conjunto de individuos organizado en las diferentes funciones que movilizan a la nación como un ser dotado de cuerpo y alma. El cuerpo son las organizaciones que cumplen funciones sociales y el alma es el espíritu de la patria.
Los cuerpos sociales son los organismos creados por las personas para el cumplimiento de ciertos fines económicos, sociales y políticos, dotados de autonomía y ciertas facultades con respecto a sus miembros.

## Teoría de los Cuerpos Sociales
La Teoría de los Cuerpos Sociales ha sido desarrollada por algunos autores corporativistas para dar fundamento a la idea de que el Estado es la organización política de la nación que surge como proyección de la soberanía social, generando así la soberanía política, y que este está subordinado a las organizaciones naturales de la nación.

### Cuerpos Sociales Transitorios
Según esta teoría existen cuerpos sociales transitorios o asociaciones libres que no cumplen funciones necesarias para el proceso social: Clubes deportivos de aficionados, grupos de coleccionistas, centros de estudios, movimientos sociales y políticos y, en general, toda agrupación más o menos informal creado por fines puntuales.
Estos cuerpos sociales transitorios son frutos del derecho natural de reunión y asociación pero no comprenden a la persona por el solo hecho de ejercer una función necesaria, sino por la opción voluntaria de ejercer la opinión o desplegar propuestas, aficiones y esparcimiento.

### Cuerpos Sociales Permanentes
Por otro lado están los cuerpos sociales permanentes que son aquellos que cumplen funciones necesarias para la vida nacional. Las personas realizan algunas funciones inevitables y dichas funciones dan a origen a ciertos organismos que se mantienen con carácter estable a través del tiempo, que constituyen la base de todo el entramado social y político superior, de la superestructura en términos marxistas.
La necesidad de reproducir la especie y la formación primaria de la persona da origen a la familia; la convivencia social con otras familias da origen a la comunidad vecinal y, finalmente, al municipio, mientras que el trabajo conjunto da origen a la comunidad de trabajo, en forma de empresa u otras. 
Las funciones naturales de cada cuerpo social después se manifiestan en los mandatos que los mismos otorgan para ser representados en las corporaciones, ya que dichos mandatos versan sobre los asuntos que normalmente tocan a las familias, juntas de vecinos, escuelas, empresas y gremios.